# K Racing Waregem
El Koninklijk Racing Waregem es un club de fútbol belga de la ciudad de Waregem en la provincia de Flandes Occidental. Está afiliado a la Real Asociación Belga con el número de matrícula 3302. El equipo juega sus partidos como local en el Mirakel Stadium de Waregem. Jugó en la serie provincial durante muchos años, a la sombra del KSV Waregem y luego del SV Zulte Waregem, pero escaló en la serie nacional a principios del siglo XXI e incluso jugó una temporada en Segunda División.

## Historia
El equipo fue fundado en 1941 en el distrito de Kleithoek en Waregem en el café "De Meerlaan". El equipo recién fundado consiguió su primera equipación del equipo de Klauwaerts, de Yvegem (Ingooigem), que había dejado de jugar al fútbol cuando estalló la guerra. Como resultado, el club recién fundado como Racing Kleithoek jugó con camisetas azules y pantalones negros. En 1943 el club se unió a la KBVB, el nombre fue cambiado a Racing Waregem. Luego, recibió el número de matrícula 3302. En 1944, un primer equipo entró en competencia por primera vez en el nivel más bajo, Cuarta Provincial. Tiempo después el club se mudó a De Biest y los colores fueron reemplazados por amarillo-rojo-negro, los colores de la tricolor nacional, el negro caducó después. El club ascendió de Cuarta a Segunda Provincial, aunque nunca ganó un campeonato. En 1950, el club tuvo que mudarse nuevamente a un sitio cerca del entonces "Duifke" en Nieuwenhove. Sin embargo, el club volvió a perder algunas categorías. Unos años más tarde, en 1954/55, tuvieron que mudarse de nuevo. Esta vez se trasladaron a la Kapellestraat en el centro de Nieuwenhove, donde permanecerían hasta la mitad de la temporada 1977/78.
El club volvió a tener un mejor período, que resultó en un primer título de campeonato en 1960/61. Racing volvió a subir de Cuarta a Tercera Provincial. En los años siguientes, sin embargo, el club tendría altibajos. El club siguió jugando en Derde durante varios años, hasta que llegó de nuevo a  Segunda Provincial en 1965/66. El club solo durór una temporada, y luego volvió a descender. Obtuvieron su doctorado nuevamente en 1968, esta vez la estancia se prolongó desde 1968 hasta 1970.
La década de 1970 fue un período exitoso para el club, bajo la dirección del entrenador Lucien Vandenbossche. En la temporada 1970/71 volvió a ascender a Segunda y el club también ganó la Copa de Flandes Occidental. La temporada siguiente acabó en Segunda Provincial y volvió a ganar la final de copa. En la temporada 1972/73, el equipo forzó por primera vez el ascenso a Primera Provincial. Racing Waregem lideró durante mucho tiempo, pero al final de la temporada, Racing Harelbeke se había acercado a 2 puntos. El 8 de abril de 1973 , último día de la competencia, los números uno y dos debían competir entre sí. Waregem perdió 0-1 ante Harelbeke en casa, un partido de prueba tuvo que decidir sobre el campeonato. Este estaba preparado  el 15 de abril de 1973, se jugó en un terreno neutral, el campo del WS Desselgem. Waregem volvió a perder, esta vez 2-4; el título fue para Harelbeke. Waregem todavía tenía la oportunidad de ascender, pero tuvo que imponerla en un partido de prueba entre los números dos de las series A y B. El 22 de abril de 1973 , el club jugó contra Wenduine en Diksmuide. Waregem ganó 1-2 y logró pasar por primera vez a la máxima división provincial. También volvieron a llegar a la final de copa, pero esta vez perdieron.
Racing terminó duodécimo, pero debido a la gran cantidad de saqueos de Flandes Occidental de Cuarta Clase, tuvieron que descender nuevamente. La estancia en Primera Provincial sólo había durado una temporada. Después de 1976/77 descendieron aún más, a Tercer Provincial. En la 1979/80, sin embargo, volvió a forzar un ascenso a Segunda. A finales de 1978 el club se había mudado de nuevo, esta vez a Sint-Jansweg en Nieuwenhove, la actual Mirakelstraat. En esas zonas el club pudo volver a escalar, primero a Segunda y en 1983 de nuevo a Primera Provincial tras un partido de prueba ante el Beernem . El club pudo mantenerse allí durante algunas temporadas, hasta que volvió a colapsar después de 1987/88. Sin embargo, después de un año, podrían volver a ocupar su lugar en la clase provincial más alta.
En mayo de 1992 , el club recibió el título real en su 50 aniversario y se convirtió en K. Racing Waregem, pero en la temporada siguiente, 1992/93, volvió a caer. En la primera temporada en Segunda Provincial ya lograron forzar un lugar en la ronda final, pero sin éxito. Al año siguiente, sin embargo, se hizo con el título, y así el club volvió a ascender a Primera Provincial en 1995. Después de dos temporadas, el club logró ascender a las divisiones nacionales por primera vez a través de la final interprovincial. Waregem jugó en Cuarta División por primera vez en 1997/98 , pero volvería a descender al final de la temporada.
Waregem volvió a jugar tres temporadas en Primera Provincial, pero a principios del siglo XXI el club haría un fuerte avance. En la temporada 2000/01 consiguió el título de campeón y volvió a ascender a Cuarta División. La siguiente campaña quedó segundo y una plaza para jugar la ronda final, pero debido a una derrota por 1-2 contra Seraing RUL, no lograron ascender nuevamente. También en la 2002/03 jugaron la última vuelta, al ganar el título de la primera vuelta del campeonato. En ella empataron 3-3 contra el Witgoor Sport Dessel, pero en la tanda de penaltis el Witgoor se impuso por 3-4. La tercera temporada en Cuarta División consiguió proclamarse campeón, con una amplia ventaja de 15 puntos. Racing Waregem subió a Tercera División por primera vez en su existencia. Después de terminar primero una temporada en el soporte medio, el club terminó cuarto en 2005/06 y logró un lugar en la ronda final. Waregem logró ganar esta ronda final y, después de dos temporadas, avanzó a la segunda división nacional por primera vez .
Las cosas no fueron tan bien en Segunda División. En las vacaciones de invierno, Waregem fue el último con solo 4 puntos en 17 juegos. El entrenador Franky Dekenne fue despedido el 19 de diciembre de 2006 a pesar de dos ascensos. Gaby Demanet fue nombrada como nueva entrenador. Con un nuevo entrenador y tres nuevos jugadores, las cosas fueron un poco mejor y derrotaron al líder FCV Dender EH. A pesar de algunos buenos resultados, la salvación no pudo conseguirse. Racing Waregem volvió a descender a Tercera División. El regreso a Segunda División no fue posible, incluso se descendió a Cuarta División en 2014. Allí también escapó por poco del descenso, terminó en un lugar de desempate, pero pudo permanecer en la promoción debido al descenso obligatorio del Olympic Charleroi. Una temporada después, siguió el descenso a Primera Provincial, donde se encuentra actualmente.. 

## Resultados
| Temporada | División | División | División | División | División | División | División | División | División | Denominación       | Puntos | Observaciones |
|           | I        | I        | II       | III      | IV       | P.I      | P.II     | P.III    | P.IV     |                    |        | |
| --------- | -------- | -------- | -------- | -------- | -------- | -------- | -------- | -------- | -------- | ------------------ | ------ | --- |
| 1952/53   |          |          |          |          |          |          |          |          |          | Cuarta prov. W-Vl  |        | |
| 1953/54   |          |          |          |          |          |          |          |          |          | Cuarta prov. W-Vl  |        | |
| 1954/55   |          |          |          |          |          |          |          |          |          | Cuarta prov. W-Vl  |        | |
| 1955/56   |          |          |          |          |          |          |          |          |          | Cuarta prov. W-Vl  |        | |
| 1956/57   |          |          |          |          |          |          |          |          |          | Cuarta prov. W-Vl  |        | |
| 1957/58   |          |          |          |          |          |          |          |          |          | Cuarta prov. W-Vl  |        | |
| 1958/59   |          |          |          |          |          |          |          |          |          | Cuarta prov. W-Vl  |        | |
| 1959/60   |          |          |          |          |          |          |          |          |          | Cuarta prov. W-Vl  |        | |
| 1960/61   |          |          |          |          |          |          |          |          | 1        | Cuarta prov. W-Vl  |        | |
| 1961/62   |          |          |          |          |          |          |          |          |          | Tercera prov. W-Vl |        | |
| 1962/63   |          |          |          |          |          |          |          |          |          | Tercera prov. W-Vl |        | |
| 1963/64   |          |          |          |          |          |          |          |          |          | Tercera prov. W-Vl |        | |
| 1964/65   |          |          |          |          |          |          |          |          |          | Tercera prov. W-Vl |        | |
| 1965/66   |          |          |          |          |          |          |          |          |          | Segunda prov. W-Vl |        | |
| 1966/67   |          |          |          |          |          |          |          |          |          | Tercera prov. W-Vl |        | |
| 1967/68   |          |          |          |          |          |          |          |          |          | Tercera prov. W-Vl |        | |
| 1968/69   |          |          |          |          |          |          |          |          |          | Segunda prov. W-Vl |        | |
| 1969/70   |          |          |          |          |          |          |          |          |          | Segunda prov. W-Vl |        | |
| 1970/71   |          |          |          |          |          |          |          |          |          | Tercera prov. W-Vl |        | |
| 1971/72   |          |          |          |          |          |          |          |          |          | Segunda prov. W-Vl |        | |
| 1972/73   |          |          |          |          |          |          | 2        |          |          | Segunda prov. W-Vl |        | segundo tras perder el test match contra el RC Harelbeke; promoción después de ganar el partido de prueba contra KSK Wenduine |
| 1973/74   |          |          |          |          |          | 12       |          |          |          | Primera prov. W-Vl |        | |
| 1974/75   |          |          |          |          |          |          |          |          |          | Segunda prov. W-Vl |        | |
| 1975/76   |          |          |          |          |          |          |          |          |          | Segunda prov. W-Vl |        | |
| 1976/77   |          |          |          |          |          |          |          |          |          | Segunda prov. W-Vl |        | |
| 1977/78   |          |          |          |          |          |          |          |          |          | Tercera prov. W-Vl |        | |
| 1978/79   |          |          |          |          |          |          |          |          |          | Tercera prov. W-Vl |        | |
| 1979/80   |          |          |          |          |          |          |          |          |          | Tercera prov. W-Vl |        | |
| 1980/81   |          |          |          |          |          |          |          |          |          | Segunda prov. W-Vl |        | |
| 1981/82   |          |          |          |          |          |          |          |          |          | Segunda prov. W-Vl |        | |
| 1982/83   |          |          |          |          |          |          |          |          |          | Segunda prov. W-Vl |        | ascenso después de ganar el partido de prueba contra SC Beernem                                                               |
| 1983/84   |          |          |          |          |          |          |          |          |          | Primera prov. W-Vl |        | |
| 1984/85   |          |          |          |          |          |          |          |          |          | Primera prov. W-Vl |        | |
| 1985/86   |          |          |          |          |          |          |          |          |          | Primera prov. W-Vl |        | |
| 1986/87   |          |          |          |          |          |          |          |          |          | Primera prov. W-Vl |        | |
| 1987/88   |          |          |          |          |          |          |          |          |          | Primera prov. W-Vl |        | |
| 1988/89   |          |          |          |          |          |          | 1        |          |          | Segunda prov. W-Vl |        | |
| 1989/90   |          |          |          |          |          |          |          |          |          | Primera prov. W-Vl |        | |
| 1990/91   |          |          |          |          |          | 14       |          |          |          | Primera prov. W-Vl |        | |
| 1991/92   |          |          |          |          |          | 10       |          |          |          | Primera prov. W-Vl |        | |
| 1992/93   |          |          |          |          |          |          |          |          |          | Primera prov. W-Vl |        | |
| 1993/94   |          |          |          |          |          |          |          |          |          | Segunda prov. W-Vl |        | derrota en la ronda final contra SV Kortrijk                                                                                  |
| 1994/95   |          |          |          |          |          |          | 1        |          |          | Segunda prov. W-Vl |        | |
| 1995/96   |          |          |          |          |          | 11       |          |          |          | Primera prov. W-Vl |        | |
| 1996/97   |          |          |          |          |          |          |          |          |          | Primera prov. W-Vl |        | ascenso tras la ronda final con una victoria contra RRC Estaimpuis y Maaseik FC                                               |
| 1997/98   |          |          |          |          | 13       |          |          |          |          | Cuarta A           | 32     | derrota en la ronda final contra el RFC Farciennes                                                                            |
| 1998/99   |          |          |          |          |          |          |          |          |          | Primera prov. W-Vl |        | |
| 1999/00   |          |          |          |          |          |          |          |          |          | Primera prov. W-Vl |        | |
| 2000/01   |          |          |          |          |          | 1        |          |          |          | Primera prov. W-Vl |        | |
| 2001/02   |          |          |          |          | 2        |          |          |          |          | Cuarta A           | 57     | derrota en la ronda final contra Seraing RUL                                                                                  |
| 2002/03   |          |          |          |          | 6        |          |          |          |          | Cuarta A           | 45     | derrota en la ronda final contra Witgoor Sport Dessel                                                                         |
| 2003/04   |          |          |          |          | 1        |          |          |          |          | Cuarta A           | 69     | |
| 2004/05   |          |          |          | 11       |          |          |          |          |          | Tercera A          | 39     | |
| 2005/06   |          |          |          | 5        |          |          |          |          |          | Tercera A          | 48     | ganador de la ronda final tras eliminar a Standaard Wetteren, Dessel Sport y Olympic Charleroi                                |
| 2006/07   |          |          | 17       |          |          |          |          |          |          | Segunda            | 29     | |
| 2007/08   |          |          |          | 4        |          |          |          |          |          | Tercera A          | 51     | derrota en la ronda final contra KV Turnhout                                                                                  |
| 2008/09   |          |          |          | 8        |          |          |          |          |          | Tercera A          | 45     | Racing tiene la misma cantidad de puntos que el N.º 5, pero ganó 1 carrera menos.                                             |
| 2009/10   |          |          |          | 10       |          |          |          |          |          | Tercera A          | 48     | |
| 2010/11   |          |          |          | 13       |          |          |          |          |          | Tercera A          | 38     | |
| 2011/12   |          |          |          | 11       |          |          |          |          |          | Tercera A          | 41     | |
| 2012/13   |          |          |          | 18       |          |          |          |          |          | Tercera A          | 28     | |
| 2013/14   |          |          |          |          | 13       |          |          |          |          | Cuarta A           | 29     | Derrota en ronda final, pero aún retiene por descenso obligatorio del Olympic Charleroi.                                      |
| 2014/15   |          |          |          |          | 15       |          |          |          |          | Cuarta A           | 18     | |
| 2015/16   |          |          |          |          |          | 2        |          |          |          | Primera prov. W-Vl | 61     | |
|           | 1A       | 1B       | 1Am      | 2Am      | 3Am      | P.I      | P.II     | P.III    | P.IV     |                    |        | desde 2016-17 hay 3 niveles nacionales y 3 regionales                                                                         |
| 2016/17   |          |          |          |          |          | 13       |          |          |          | Primera prov. W-Vl | 30     | |
| 2017/18   |          |          |          |          |          | 11       |          |          |          | Primera prov. W-Vl | 34     | |
| 2018/19   |          |          |          |          |          | 12       |          |          |          | Primera prov. W-Vl | 34     | |
| 2019/20   |          |          |          |          |          | 3        |          |          |          | Primera prov. W-Vl | 45     | La competición se detuvo tras la jornada 25 por el COVID-19                                                                   |
| 2020/21   |          |          |          |          |          | -        |          |          |          | Primera prov. W-Vl | -      | Sin competición debido al COVID-19                                                                                            |
| 2021/22   |          |          |          |          |          | 8        |          |          |          | Primera prov. W-Vl | 40     | |
| 2022/23   |          |          |          |          |          | 8        |          |          |          | Primera prov. W-Vl | 42     | |